# Péter Szappanos
Péter Szappanos, né le 14 novembre 1990 à Jászberény, est un footballeur international hongrois, qui joue au poste de gardien de but à Al-Fateh SC.

## Biographie

### En club
Péter Szappanos termine sa formation au Ferencváros TC, avant de rejoindre le Dunaharaszti MTK puis le FC Tatabánya et le Zalaegerszeg TE.
Il joue par la suite trois saisons au Mezőkövesd-Zsóry SE puis rallie le Budapest Honvéd.
Après la relégation du club en deuxième division en 2023, il rejoint le Paksi FC. En 2024, il remporte la Coupe de Hongrie, la première de l'histoire du club.

### En sélection
En novembre 2021, Péter Szappanos est appelé en équipe de Hongrie pour pallier la blessure de Péter Gulácsi.
Le 20 novembre 2022, il honore sa première sélection face à la Grèce en match amical, en remplaçant Dénes Dibusz dans le temps additionnel de la rencontre.
En mai 2024, il est convoqué par Marco Rossi pour participer à l'Euro 2024.

## Palmarès
- Paksi FC
  - Vainqueur de la Coupe de Hongrie en 2024